# Philonotis exigua
Philonotis exigua là một loài rêu trong họ Bartramiaceae. Loài này được Sull. Broth. mô tả khoa học đầu tiên năm 1904.